# Kimberly Wyatt
Pour les articles homonymes, voir Wyatt.
 (janvier 2024).
Si vous disposez d'ouvrages ou d'articles de référence ou si vous connaissez des sites web de qualité traitant du thème abordé ici, merci de compléter l'article en donnant les références utiles à sa vérifiabilité et en les liant à la section « Notes et références ».
Kimberly Kaye Wyatt, née le 4 février 1982 à  Warrensburg, près de Kansas City, dans le Missouri, est une danseuse et chanteuse américaine qui faisait partie du groupe Pop/R&B The Pussycat Dolls. Elle était membre du jury de Got to Dance. Elle vit actuellement à Londres, Royaume-Uni.

## Jeunesse
Kimberly est née le 4 février 1982 à Warrensburg, une ville universitaire près de Kansas City, dans le Missouri.
Sa mère s'appelle Kathy, son père s'appelle Jeff. Elle a une sœur, Kristi et deux frères, Jeremy et Steven.
Avant la danse, elle a essayé le Tee-Ball et le basketball, mais sans succès. Elle commença à danser à sept ans. À partir de quatorze ans, elle gagne des bourses pour étudier à New York chaque été, avec le Ballet Joffrey et le Centre de danse de Broadway (Broadway Dance Center). En conférant un diplôme au lycée à dix-sept ans, elle vola vers Las Vegas pour l'audition pour un bateau de croisière et des expositions de casino. Elle travailla dans une revue sur le Royal Caribbean’s Explorer of the Seas, alors le plus grand bateau de croisière dans le monde.

## Vie privée
Kimberly a été en couple avec l'acteur américain Kevin G. Schmidt de 2009 à 2012.
Depuis 2012, elle est la compagne du mannequin britannique Max Rogers. Après s'être fiancés en septembre 2013, ils se sont mariés le 22 février 2014. Le 2 décembre 2014, Kimberly a donné naissance à leur premier enfant, une fille prénommée Willow. Le 21 août 2017, elle a donné naissance à leur deuxième enfant, une fille prénommée Maple. Le 14 octobre 2019, elle a donné naissance à leur troisième enfant, un garçon prénommé Senna.

## Carrière
En 2001, elle se déplaça à Los Angeles, malgré une offre d'Hubbard St Dance Co. à Chicago pour poursuivre sa carrière de danse. En 2002, Kimberly Wyatt devint une des danseuses pour le spectacle Cedric the Entertainer. En 2003, Kimberly participa à un clip des Black Eyed Peas et fut la chorégraphe pour une vidéo de l'album solo de Nick Lachey.

### The Pussycat Dolls
Robin Antin, la créatrice des Pussycat Dolls, demanda à Kim de rejoindre le groupe après avoir vu sa chorégraphie dans le clip de Nick Lachey. Elle accepta, et devint ainsi danseuse pour le groupe en 2003. Comme les autres membres, elle est une employée salariée de la maison de disques Interscope Records. Kimberly est reconnue pour ses talents de danseuse. N'étant pas chanteuse, elle compense avec la danse. Elle a l'habitude d'être en avant de la scène pendant les chorégraphies et est facilement reconnaissable comme étant la plus énergique du groupe. Les Pussycat ont affirmé que Kimberly était la meilleure danseuse du groupe. Au sein du groupe, son surnom est Flexy Doll. Durant l'été 2010, elle quitte le groupe pour se consacrer à des projets télévisuels et à une carrière de chanteuse solo.

### Solo

#### Télévision
En 2008, Kimberly rivalisa contre d'autres célébrités sur la télé-réalité Celebracadabra, sur VH1.
Le 22 juin 2009, elle apparaît dans un épisode de Poor Paul, une série américaine, aux côtés de son compagnon Kevin Schmidt.
En tant que juge aux côtés d'Ashley Banjo et d'Adam Garcia ainsi que Aston Merrygold (jury de la saison 4 uniquement), elle participa à toutes les saisons de l'émission britannique de danse "Got To Dance", présentée par Davina McCall. Le 24 octobre 2014, l'émission s'arrête après cinq saisons.
En 2011 elle fait partie du jury de l'émission "Live to Dance" aux côtés de Paula Abdul et le chorégraphe de Michael Jackson, Travis Payne

### Le retour des Pussycat Dolls
Fin 2019, sur une radio anglaise, les Pussycat Dolls annoncent leur grand retour. Kimberly Wyatt fait de nouveau partie du groupe aux côtés de Nicole Scherzinger, Jessica Sutta, Ashley Roberts et Carmit Bachar.
Le 7 février 2020, elles sortent leur nouveau single « React ».

## Musique
Avec les Pussycat Dolls, elle a enregistré une chanson solo "Don't Wanna Fall In Love" pour l'Édition Deluxe de leur deuxième album, Doll Domination. Kimberly a annoncé à MTV en juin 2009 qu'elle travaillait sur un album solo.
Le 5 mars 2010, Kimberly Wyatt poste une vidéo d'une de ses nouvelles chansons sur son compte YouTube : Not Just a Doll qui sera certainement sur son premier album solo.
Début mai 2010, elle connait un bon succès grâce à sa collaboration avec Aggro Santos sur leur single "Candy", et ils font une mini-tournée de promotion à Londres.
Par la suite, elle met entre parenthèses son album solo pour se consacrer à des collaborations.
En 2012, Kimberly recommence à se concentrer sur la musique et travaille actuellement avec les producteurs de "The Next Room" à Londres.

### Her Majesty And The Wolves
En 2010, Kimberly fit équipe avec l'ancien membre de Jupiter Rising, Spencer Nezey, formant un groupe appelé "". Elle dit : "À l'heure actuelle, je suis juste heureuse de faire cette chanson avec Aggro Santos appelé "Candy", et je vais travailler sur un projet appelé Her Majesty And The Wolves." "C'est avec moi et un ami que de la nouvelle musique va venir, genre de l'électro-pop et les influences maison, et nous sommes prêts à mettre sur un bon spectacle vraiment. Je suis très heureuse pour l'avenir."
Le 27 août, la chanson "Glaciers" est disponible en téléchargement gratuit sur le site officiel de Her Majesty And The Wolves (HMATW). Ce titre n'est en fait qu'un titre "buzz" lancé pour faire connaître le groupe. Le clip fut publié sur leur chaine Youtube.
"Depuis que le chapitre Pussycat Dolls est terminé j'ai enregistré beaucoup de musique. Après presque une année pour tenter d'enregistrer pour le comprendre et avoir une idée du genre de musique que j'aimais et je voulais faire. J'ai travaillé avec beaucoup de producteurs et j'ai rencontré mon ami Spencer. Il m'a enlevé le super-talentueux et nous parlons la même langue lorsqu'il s'agit d'influences musical et l'amour de la musique. Depuis lors, nous avons créé de Her Majesty And The Wolves et nous venons de faire cette énorme chose amusante musicalement conceptuelle. "
Le 9 novembre 2010, le duo diffuse le clip officiel de leur premier grand single "Stars In Your Eyes". La vidéo est une affaire de haute couture situé dans l'espace et les caractéristiques ex- Pussycat Dolls: Ashley Roberts partenaire de danse aux côtés de Kimberly. Le single sort le 3 janvier.
Kimberly a signé avec Above and Beyond Branding (AAB) avant la sortie de son single "Stars In Your Eyes". Dans le cadre de l'accord, AAB sont manipuler tout de Kimberly l'image de marque y compris les campagnes, de visas, des projets spéciaux et les apparences de marque. Elle rejoint l'impressionnante liste de la société, y compris Kelly Rowland, David Guetta, Kelis et Esmee Denters.
Le groupe Her Majesty And The Wolves fait maintenant une pause. Kimberly et Spencer se concentrent sur leurs projets personnels.

## Danse

### Revolution
Revolution est un nouveau spectacle de danse de Kimberly ainsi qu'Adam Garcia. Kim et Adam dansent avec les danseurs de "Dancers INC".
Tous les artistes Revolution se produisent sur six dimanches consécutifs à partir de 6 mai jusqu'au 10 juin.
Le prestigieux Théâtre Royal Haymarket à Londres sera l'hôte de ce spectacle de danse futuriste, tous les dimanches.
Site officiel: http://www.dinc-revolution.com

## Clipographie
| Année | Chanson            | Directeur      |
| ----- | ------------------ | -------------- |
| 2010  | Candy              | /              |
| 2010  | Glaciers           | Jess Holzworth |
| 2010  | Stars In Your Eyes | Justin Harder  |
| 2011  | Goodbye/Goodnight  | /              |

## Discographie

### Singles avec les Pussycat Dolls
Voici les titres de chansons («singles» seulement ci-dessous) auxquelles Kimberly Wyatt a participé au sein du groupe The Pussycat Dolls :
| Année | Titre                      | Feat.         |
| ----- | -------------------------- | ------------- |
| 2004  | Sway                       | /             |
| 2005  | Don't Cha                  | Busta Rhymes  |
| 2005  | Stickwitu                  | /             |
| 2006  | Beep                       | Will.i.am     |
| 2006  | Buttons                    | Snoop Dog     |
| 2006  | I Don't Need a Man         | /             |
| 2006  | Wait a Minute              | Timbaland     |
| 2008  | When I Grow Up             | /             |
| 2008  | Whatcha Think About That   | Missy Elliott |
| 2008  | I Hate This Part           | /             |
| 2009  | Bottle Pop                 | Snoop Dog     |
| 2009  | Jai Ho (You're my Destiny) | A. R. Rahman  |
| 2009  | Hush Hush                  | /             |

### Albums avec les Pussycat Dolls
| Année | Titre               |
| ----- | ------------------- |
| 2005  | PCD                 |
| 2008  | Doll Domination     |
| 2009  | Doll Domination 2.0 |

### Singles en solo
| Année | Titre                    | Artiste                           |
| ----- | ------------------------ | --------------------------------- |
| 2008  | Don't Wanna Fall In Love | The Pussycat Dolls                |
| 2010  | Not Just A Doll          | Kimberly Wyatt                    |
| 2010  | Candy                    | Aggro Santos feat. Kimberly Wyatt |

### Album avec Her Majesty And The Wolves
| Année | Titre | Artiste                    |
| ----- | ----- | -------------------------- |
| 2011  | 111   | Her Majesty And The Wolves |